# Gary Zimmerman
Gary Wayne Zimmerman (Fullerton, California, 13 de diciembre de 1961), más conocido como Gary Zimmerman, es un exjugador profesional estadounidense de fútbol americano que se desempeñó en la posición de offensive tackle en la National Football League (NFL). Es miembro del Salón de la Fama del Fútbol Americano Profesional.

## Carrera
Zimmerman jugó como profesional dos temporadas en Los Angeles Express (1984-1985), después pasó a Minnesota Vikings (1986-1992), luego a Denver Broncos (1993-1997), equipo en el que se retiró.

## Reconocimiento
El 2 de febrero de 2008, fue seleccionado para ser miembro del Salón de la Fama del Fútbol Americano Profesional.